# 正股龍屬
正股龍屬（屬名：Orthomerus）意為「筆直的股骨」，是鴨嘴龍科恐龍的一屬，生存於晚白堊紀的荷蘭，可能還有烏克蘭。正股龍目前是種研究不多的屬，在過去曾與研究較深的沼澤龍合併。

## 歷史
在1883年，著名英國古生物學家哈利·絲萊（Harry Govier Seeley）根據的一個發現於荷蘭林堡省的部分幼年骨骸，命名為正股龍（Orthomerus）。這些化石發現於晚白堊紀的馬斯垂克階地層，包含尾椎與一個部份右後腿，哈利·絲萊根據筆直的股骨，而取名牠們為正股龍。這些腿部骨頭的長度，約是北美洲與亞洲大型鴨嘴龍類的腿部長度的一半，而股骨長度只有50公分。
第二個種是衛氏正股龍（O. weberi），是在1945年由Anatoly Nikolaenvich Riabinin根據後腿化石而敘述、命名，這些化石是發現於前蘇聯烏克蘭克里米亞的未命名地層，屬於馬斯垂克階。特蘭西瓦尼亞正股龍（O. transsylvanicus）有時被列為第三個種，其實是沼澤龍的模式種，而在阿爾弗雷德·羅默（Alfred Sherwood Romer）的爬行動物研究中被歸類於正股龍。但第三個種的歸類並沒有被普遍接受。
這兩個種都是根據破碎、不特殊的化石而命名，因此被認為是疑名。但牠們極可能代表歐洲曾為大型鴨嘴龍科恐龍的活動範圍之一。

## 古生物學
如同其他鴨嘴龍科，正股龍是種可二足、也可四足方式行走的草食性恐龍，嘴部擁有不斷生長、替換的牙齒，雖限制了靈活性，但提供了研磨的方式。